# Philipp Löhle
Philipp Löhle (* 27. August 1978 in Ravensburg) ist ein deutscher Dramatiker und Theaterregisseur.

## Leben
Löhle wuchs in Baden-Baden im Stadtteil Haueneberstein auf. Er besuchte dort das Richard-Wagner-Gymnasium, wo er 1998 in den Leistungsfächern Deutsch und Geschichte sein Abitur ablegte. Anschließend studierte er in Erlangen an der Friedrich-Alexander-Universität Erlangen-Nürnberg Geschichte, Theater- und Medienwissenschaften, sowie Germanistik. 
Während des Studiums schrieb er seine ersten Stücke und war mit Kurzfilmen an den Erlanger StummFilmMusikTagen vertreten. Nach dem Studium zog Löhle nach Berlin, wo er mehrere Praktika in den Bereichen Werbung, Journalismus und Programmentwicklung fürs Fernsehen absolvierte, unter anderem als Redaktionsassistent bei der Universum Film (UFA) in Berlin. 2006 nahm er eine Stelle als Regieassistent am Theater Baden-Baden an. Dort konnte er mit Henning Mankells Der gewissenlose Mörder Hasse Karlsson berichtet die schreckliche Wahrheit, wie die Frau an der Eisenbahnbrücke zu Tode gekommen ist auch erstmals selbst ein Stück als Regisseur inszenieren. Nach seinem Engagement in Baden-Baden ging Löhle mit einem Stipendium an das renommierte Londoner Royal Court Theatre. Zur Spielzeit 2008/09 wurde er Hausautor am Berliner Maxim-Gorki-Theater.
Seit der Spielzeit 2018/19 ist Philipp Löhle Hausautor am Schauspiel des Staatstheaters Nürnberg.

## Werke
→ Liste der Werke Philipp Löhles
Sein erstes Stück KAUF-LAND wurde 2005 im Theater Erlangen uraufgeführt. Den Durchbruch schaffte Löhle mit Genannt Gospodin, das am 28. Oktober 2007 unter der Regie Kristo Šagors am Schauspielhaus Bochum erstmals zur Aufführung kam und mehrere Auszeichnungen erhielt. Auch am Bayerischen Staatsschauspiel wurde das Stück schon rund einen Monat nach der Bochumer Premiere aufgeführt.
Im Auftrag der Bundeszentrale für politische Bildung entstand das Stück Die Kaperer oder Reiß nieder das Haus und erbaue ein Schiff, das im März 2008 am Wiener Schauspielhaus uraufgeführt wurde. Big Mitmache, ein Stück, in dem Löhle die Thematik der RAF eher komödiantisch verarbeitet, wurde 2008 in der Schaubühne am Lehniner Platz in Berlin erstmals aufgeführt. Lilly Link oder Schwere Zeiten für die Rev… wurde zu den Werkstatttagen am Burgtheater Wien eingeladen. Die Fassung wurde von Löhle mit dem Regisseur Sebastian Hirn und dem Ensemble des Burgtheaters überprüft und weiterentwickelt. Teile von Lilly Link wurden im Rahmen der Werkstatttage in einer szenischen Lesung präsentiert (szenische Einrichtung: Sebastian Hirn). Lilly Link oder Schwere Zeiten für die Rev… gewann den Jurypreis des Heidelberger Stückemarkts und wurde am Heidelberger Theater uraufgeführt.
2010 wurde am Maxim-Gorki-Theater in Berlin sein Stück Die Überflüssigen uraufgeführt. In der Werkstatt am Theater Bonn wurde sein Stück Der Wind macht das Fähnchen am 20. Januar 2012 uraufgeführt. In Stuttgart wurde am 18. Dezember 2013 sein Stück Fluchtfahrer uraufgeführt, das als Gegenstück zu Alfred Anderschs Fahrerflucht entstand.

## Auszeichnungen
Löhle gewann 2007 mit dem Stück Genannt Gospodin den Werkauftrag beim Stückemarkt des Berliner Theatertreffens sowie den Dramatikerpreis des Kulturkreises der deutschen Wirtschaft. und wurde zu den Mülheimer Theatertagen 2008 eingeladen. Löhle erhielt für Lilly Link oder Schwere Zeiten für die Rev… 2008 den Jurypreis des Heidelberger Stückemarkts  und 2012 mit der Globalisierungssatire Das Ding den Publikumspreis der Mülheimer „Stücke“-Tage.